# Croton tsiampiensis
Croton tsiampiensis är en törelväxtart som beskrevs av Jacques Désiré Leandri. Croton tsiampiensis ingår i släktet Croton och familjen törelväxter. Inga underarter finns listade i Catalogue of Life.